# موتور حاجی انور (خاش)
موتور حاجی انور یک منطقهٔ مسکونی در ایران است که در دهستان گوهرکوه واقع شده‌است.